# Chelsea (Vermont)
Pour les articles homonymes, voir Chelsea.
La ville de Chelsea est le siège du comté d'Orange, situé dans le Vermont, aux États-Unis. Sa population s’élevait à 1 238 habitants lors du recensement de 2010.

## Démographie
| Groupe            | Chelsea | Vermont | États-Unis |
| ----------------- | ------- | ------- | ---------- |
| Blancs            | 96,1    | 95,3    | 72,4       |
| Métis             | 2,3     | 1,7     | 2,9        |
| Autres            | 0,6     | 0,8     | 7,1        |
| Afro-Américains   | 0,6     | 1,0     | 12,6       |
| Asiatiques        | 0,2     | 1,3     | 4,8        |
| Total             | 100     | 100     | 100        |
|                   |         |         |            |
| Latino-Américains | 1,5     | 1,5     | 17,37      |

Selon l’American Community Survey, pour la période 2011-2015, 96,65 % de la population âgée de plus de 5 ans déclare parler l'anglais à la maison, 1,12 % l'espagnol, 2,0 % l'allemand et 0,24 % une autre langue.

## Personnalités liées à Chelsea
- Asenath Nicholson (1792–1855), végétalienne, observatrice sociale et philanthrope, née à Chelsea.